# 雪人奇缘
《雪人奇缘》（英語：Abominable）是一部中美合拍的3D電腦動畫、奇幻喜劇冒險片，由夢工廠動畫公司和中國東方夢工廠制作，吉爾·庫爾頓和托德·韋爾德曼執導，威廉·戴維斯編劇，配音員包括汪可盈、蔡丞恩、登舍·諾吉·特雷納、埃迪·伊扎德、莎拉·保羅森及周采芹。
電影於2019年9月27日由環球影業發行。

## 劇情
該片講述一個中國少女和她的两个朋友，一起幫助雪人返回牠在珠峰的家鄉的故事。

## 配音
| 配音             | 配音   | 配音   | 配音   | 角色                 |
| 美國             | 台灣   | 香港   | 大陸   | 角色                 |
| ---------------- | ------ | ------ | ------ | -------------------- |
| 汪可盈           | 陳貞伃 | 張蔓莎 | 张子枫 | 小宜（Yi）           |
| 蔡丞恩           |        | 吳瑋略 |        | 潘潘（Peng）         |
| 登舍·諾吉·特雷納 | 宋昱璁 | 陳浩鈿 | 陳飛宇 | 阿靖（Jin）          |
| 埃迪·伊扎德      | 李英立 | 周偉強 |        | 伯尼西（Burnish）    |
| 莎拉·保羅森      | 林佑俽 | 韋羅莎 | 万茜   | 薩拉博士（Dr. Zara） |
| 周采芹           | 馮美麗 | 于小華 | 蔡明   | 奶奶（Nai Nai）      |

## 製作
《雪人奇缘》早在2010年由夢工廠動畫公司開發，過了一段時間，宣佈吉爾·庫爾頓編劇和執導電影，片名為《Everest》，是關於一個小女孩和一個雪人的故事。但在2016年，庫爾頓離開了該項目，由蒂姆·約翰遜和托德·韋爾德曼取代。
2016年12月，夢工廠宣佈該片將於2019年9月27日上映，電影將與東方夢工廠聯合製作。2018年2月2日，宣佈庫爾頓取代約翰遜回歸執導電影。2018年3月20日，宣佈汪可盈加盟電影，聲演角色小宜（Yi）。2018年5月18日，夢工廠和東方夢工廠宣佈該片從《Everest》改名為《Abominable》。2018年6月，蔡丞恩、登舍·諾吉·特雷納和周采芹加盟電影。

## 爭議
由于电影出现中华人民共和国在南海主张的九段线，越南电影局下令全国电影院下架电影。馬來西亞電檢局及菲律賓當局亦要求環球影業刪除有關畫面不果，但因環球影業拒絕對其進行刪減而不批准其上映。

## 迴響

### 評價
爛番茄根據160條評論，獲得81%的新鮮度，平均得分6.69／10。在Metacritic上，電影獲得61分。據CinemaScore進行的調查，觀眾的平均評價於A+至F間落於「A」。

### 票房
在美國與加拿大，該片於首映週末透過4,242家電影院進帳2,085萬美元的票房，排名當週第一。隔週末，該片收穫1,200萬美元，僅次於賣座新片《小丑》（9,350萬美元）排名第二。
| 上一届： 《唐頓莊園》 | 2019年美國週末票房冠軍 第39週 | 下一届： 《小丑》 |

## 外部連結
- 互联网电影数据库（IMDb）上《雪人奇缘》的资料（英文）
- Box Office Mojo上《雪人奇缘》的資料（英文）
- 爛番茄上《雪人奇缘》的資料（英文）
- AllMovie上《雪人奇缘》的资料（英文）
- Metacritic上《雪人奇缘》的資料（英文）
- 開眼電影網上《雪人奇缘》的資料（繁體中文）
- 时光网上《雪人奇缘》的資料（简体中文）
- 豆瓣电影上《雪人奇缘》的資料 （简体中文）